# Saksagliptyna
Saksagliptyna (wcześniej BMS-477118) – lek z klasy inhibitorów dipeptydylo-peptydazy 4 (DPP4) dopuszczony w Europie do obrotu w październiku 2009 roku do leczenie cukrzycy typu II w celu poprawy kontroli glikemii. Komercjalizowany pod nazwą Onglyza wspólnie przez firmy AstraZeneca i Bristol-Myers Squibb (w Japonii przez Otsuka Pharmaceutical Co.)

## Działanie
Saksagliptyna jest bardzo silnym, wybiórczym, odwracalnym, kompetycyjnym inhibitorem DPP-4. U pacjentów z cukrzycą typu 2 podanie saksagliptyny prowadzi do zahamowania aktywności enzymu DPP-4 przez 24 godziny. Po doustnym podaniu glukozy zahamowanie DPP-4 powodowało 2-krotne do 3-krotnego zwiększenie stężenia krążących, czynnych hormonów inkretynowych, w tym glukagonopodobnego peptydu-1 (GLP-1) i zależnego od glukozy polipeptydu insulinotropowego (GIP), zmniejszenie stężenia glukagonu oraz zwiększenie zależnej od stężenia glukozy odpowiedzi komórek beta, co powodowało zwiększenie stężenia insuliny i stężenia peptydu C. Zwiększenie stężenia insuliny wydzielanej przez komórki beta trzustki i zmniejszenie stężenia glukagonu wydzielanego przez komórki alfa trzustki, było związane z mniejszym stężeniem glukozy na czczo i mniejszymi zwyżkami glikemii po doustnym podaniu glukozy lub po posiłku. Saksagliptyna, u pacjentów z cukrzycą typu 2 poprawia kontrolę glikemii przez zmniejszenie stężenia glukozy na czczo i po posiłku.

## Wskazania
W leczeniu cukrzycy typu 2 w celu poprawy kontroli glikemii u dorosłych pacjentów:
- leczonych jednocześnie metforminą, kiedy stosowanie metforminy w połączeniu z dietą i wysiłkiem fizycznym jest niewystarczające do uzyskania odpowiedniej kontroli glikemii[5];
- leczonych jednocześnie pochodnymi sulfonylomocznika, kiedy ich stosowanie w połączeniu z dietą i wysiłkiem fizycznym jest niewystarczające do uzyskania odpowiedniej kontroli glikemii, u pacjentów, u których stosowanie metforminy nie jest właściwe[6].
- leczonych jednocześnie lekami z grupy tiazolidynedionów, kiedy ich stosowanie, w połączeniu z dietą i wysiłkiem fizycznym jest niewystarczające do uzyskania odpowiedniej kontroli glikemii, u pacjentów, u których właściwe jest ich stosowanie[7].

## Przeciwwskazania
Nie należy stosować u pacjentów z cukrzycą typu 1 ani w leczeniu kwasicy ketonowej w przebiegu cukrzycy.

## Dawkowanie
5 mg, raz na dobę, stosowana jako leczenie skojarzone z metforminą, lekiem z grupy tiazolidynedionów lub pochodną sulfonylomocznika.

## Preparaty
- Onglyza

Preparaty złożone:
- Qtern (saksagliptyna + dapagliflozyna)
- Komboglyze (saksagliptyna + metformina)[8]